# Llista de topònims de Bausen
Llista de topònims (noms propis de lloc) del municipi de Bausen, a la Val d'Aran
Informació actualitzada per un bot. Els canvis manuals es perdran quan s'actualitzi!

## borda
| imatge | Nom                       | Ubicat a | instància de | Detalls                     | coordenades                                                          | Protecció                                  | Commons (més fotos) | Dades a WD                    |
| ------ | ------------------------- | -------- | ------------ | --------------------------- | -------------------------------------------------------------------- | ------------------------------------------ | ------------------- | ----------------------------- |
|        | Borda                     | Bausen   | borda        | Estil: arquitectura popular |                                                                      | bé integrant del patrimoni cultural català |                     | Modifica les dades a Wikidata |
|        | Borda                     | Bausen   | borda        | Estil: arquitectura popular |                                                                      | bé integrant del patrimoni cultural català |                     | Modifica les dades a Wikidata |
|        | Borda de Molièr           | Bausen   | borda        | Estil: arquitectura popular |                                                                      | bé integrant del patrimoni cultural català |                     | Modifica les dades a Wikidata |
|        | Borda de Porica           | Bausen   | borda        | Estil: arquitectura popular |                                                                      | bé integrant del patrimoni cultural català |                     | Modifica les dades a Wikidata |
|        | Bòrda Escalèr             | Bausen   | borda        | Estil: arquitectura popular | 42° 49′ 45″ N, 0° 43′ 00″ E / 42.829197°N,0.716662°E                 | bé integrant del patrimoni cultural català |                     | Modifica les dades a Wikidata |
|        | Bòrda de Marianna         | Bausen   | borda        | Estil: arquitectura popular |                                                                      | bé integrant del patrimoni cultural català |                     | Modifica les dades a Wikidata |
|        | Bòrda de Matèla           | Bausen   | borda        | Estil: arquitectura popular |                                                                      | bé integrant del patrimoni cultural català |                     | Modifica les dades a Wikidata |
|        | Bòrda de Tuquèra          | Bausen   | borda        | Estil: arquitectura popular |                                                                      | bé integrant del patrimoni cultural català |                     | Modifica les dades a Wikidata |
|        | Bòrdes de Sacrotz         | Bausen   | borda        |                             | 42° 50′ 21″ N, 0° 42′ 47″ E / 42.839220568798°N,0.71308778783255°E   |                                            |                     | Modifica les dades a Wikidata |
|        | Bòrdes deth Cap des Camps | Bausen   | borda        |                             | 42° 50′ 17″ N, 0° 42′ 48″ E / 42.8381588144629°N,0.713366154198764°E |                                            |                     | Modifica les dades a Wikidata |
|        | Es Bòrdes de Carlac       | Bausen   | borda        |                             | 42° 50′ 55″ N, 0° 42′ 48″ E / 42.8487110023068°N,0.713294945377086°E |                                            |                     | Modifica les dades a Wikidata |

## casa
| imatge | Nom                          | Ubicat a | instància de | Detalls                      | coordenades                                                                             | Protecció                                  | Commons (més fotos) | Dades a WD                    |
| ------ | ---------------------------- | -------- | ------------ | ---------------------------- | --------------------------------------------------------------------------------------- | ------------------------------------------ | ------------------- | ----------------------------- |
|        | casa Toquera                 | Bausen   | casa         | 16th century                 | 42° 50′ 05″ N, 0° 43′ 04″ E / 42.8348°N,0.717739°E ca:C. Major oc:Carrèr Major 914 msnm | bé integrant del patrimoni cultural català | Casa Toquera        | Modifica les dades a Wikidata |
|        | Çò dera Glèsia Santa Eulàlia | Bausen   | casa         | Estil: arquitectura romànica |                                                                                         | bé integrant del patrimoni cultural català |                     | Modifica les dades a Wikidata |
|        | Çò des d'Anton               | Bausen   | casa         | Estil: arquitectura popular  |                                                                                         | bé integrant del patrimoni cultural català |                     | Modifica les dades a Wikidata |
|        | Çò des d'Escalèr             | Bausen   | casa         | Estil: arquitectura popular  |                                                                                         | bé integrant del patrimoni cultural català |                     | Modifica les dades a Wikidata |
|        | Çò des d'Esperança           | Bausen   | casa         | Estil: arquitectura popular  |                                                                                         | bé integrant del patrimoni cultural català |                     | Modifica les dades a Wikidata |
|        | Çò des de Bieu               | Bausen   | casa         | Estil: arquitectura popular  |                                                                                         | bé integrant del patrimoni cultural català |                     | Modifica les dades a Wikidata |
|        | Çò des de Minjon             | Bausen   | casa         | Estil: arquitectura popular  | 41° 19′ 55″ N, 2° 06′ 56″ E / 41.33182428665144°N,2.115572211094083°E                   | bé integrant del patrimoni cultural català |                     | Modifica les dades a Wikidata |
|        | Çò des de Mòre               | Bausen   | casa         | Estil: arquitectura popular  |                                                                                         | bé integrant del patrimoni cultural català |                     | Modifica les dades a Wikidata |
|        | Çò des de Pèireton           | Bausen   | casa         | Estil: arquitectura popular  |                                                                                         | bé integrant del patrimoni cultural català |                     | Modifica les dades a Wikidata |

## entitat singular de població
| imatge | Nom             | Ubicat a | instància de                                   | Detalls                           | coordenades                                                       | Protecció                                  | Commons (més fotos) | Dades a WD                    |
| ------ | --------------- | -------- | ---------------------------------------------- | --------------------------------- | ----------------------------------------------------------------- | ------------------------------------------ | ------------------- | ----------------------------- |
|        | Bausen          | Bausen   | entitat singular de població capital municipal | 57 hab                            | 42° 50′ 10″ N, 0° 42′ 53″ E / 42.83617175°N,0.71478511°E 966 msnm |                                            |                     | Modifica les dades a Wikidata |
|        | Eth Pònt de Rei | Bausen   | entitat singular de població                   | 0 hab                             | 42° 50′ 56″ N, 0° 44′ 11″ E / 42.84891898°N,0.73635533°E 584 msnm |                                            |                     | Modifica les dades a Wikidata |
|        | Pontaut         | Bausen   | entitat singular de població                   | Estil: arquitectura popular 3 hab | 42° 50′ 05″ N, 0° 43′ 48″ E / 42.8347975°N,0.73010278°E 611 msnm  | bé integrant del patrimoni cultural català |                     | Modifica les dades a Wikidata |

## església
| imatge | Nom                  | Ubicat a | instància de    | Detalls                     | coordenades | Protecció                                  | Commons (més fotos)                      | Dades a WD                    |
| ------ | -------------------- | -------- | --------------- | --------------------------- | --- | ------------------------------------------ | ---------------------------------------- | ----------------------------- |
|        | Sant Pere de Bausen  | Bausen   | església        | Estil: arquitectura barroca | 42° 50′ 05″ N, 0° 43′ 04″ E / 42.8347°N,0.717809°E                                                                        | bé integrant del patrimoni cultural català | Glèisa de Sant Pèir ad Vincula de Bausen | Modifica les dades a Wikidata |
|        | Sant Roc de Bausen   | Bausen   | església ermita | Estil: arquitectura popular | 42° 50′ 04″ N, 0° 43′ 17″ E / 42.834321°N,0.7213860000000001°E ca:Carrer Major oc:Carrèr Major 923 msnm                   | bé integrant del patrimoni cultural català | Sant Roc de Bausen                       | Modifica les dades a Wikidata |
|        | Santa Anna de Bausen | Bausen   | església        | Estil: arquitectura popular | 42° 49′ 58″ N, 0° 43′ 08″ E / 42.832777777778°N,0.71888888888889°E ca:Carretera de Bausen oc:Carretèra de Bausen 850 msnm | bé integrant del patrimoni cultural català | Santa Anna de Bausen                     | Modifica les dades a Wikidata |

## muntanya
| imatge | Nom                    | Ubicat a                | instància de | Detalls | coordenades                                                              | Protecció | Commons (més fotos)    | Dades a WD                    |
| ------ | ---------------------- | ----------------------- | ------------ | ------- | ------------------------------------------------------------------------ | --------- | ---------------------- | ----------------------------- |
|        | Cap d'Estanhs          | Bausen Artiga           | muntanya     |         | 42° 49′ 55″ N, 0° 39′ 40″ E / 42.831945°N,0.66106°E 2084 msnm            |           | Cap d'Estanhs          | Modifica les dades a Wikidata |
|        | Cap des Agudes         | Bausen Les              | muntanya     |         | 42° 49′ 36″ N, 0° 41′ 22″ E / 42.826556°N,0.689446°E 1678 msnm           |           | Cap des Agudes         | Modifica les dades a Wikidata |
|        | Cap des Canaus         | Bausen                  | muntanya     |         | 42° 50′ 52″ N, 0° 40′ 41″ E / 42.84768889°N,0.67816944°E 2127.2 msnm     |           |                        | Modifica les dades a Wikidata |
|        | Malh de Bessons        | Bausen                  | muntanya     |         | 42° 49′ 34″ N, 0° 40′ 03″ E / 42.82597778°N,0.66740917°E 1945.7 msnm     |           |                        | Modifica les dades a Wikidata |
|        | Tuc d'Angost           | Bausen Guaus de Luishon | muntanya     |         | 42° 51′ 02″ N, 0° 40′ 45″ E / 42.8505°N,0.679192°E                       |           |                        | Modifica les dades a Wikidata |
|        | Tuc de Sacauva         | Bausen                  | muntanya cim |         | 42° 51′ 41″ N, 0° 42′ 30″ E / 42.86145278°N,0.70838889°E 1741 msnm       |           |                        | Modifica les dades a Wikidata |
|        | Tuc deth Plan deth Òme | Bausen Guaus de Luishon | muntanya     |         | 42° 50′ 46″ N, 0° 40′ 30″ E / 42.8461319437°N,0.675123685097°E 2194 msnm |           | Tuc deth Plan deth Òme | Modifica les dades a Wikidata |

## serra
| imatge | Nom               | Ubicat a   | instància de | Detalls | coordenades                                                          | Protecció | Commons (més fotos) | Dades a WD                    |
| ------ | ----------------- | ---------- | ------------ | ------- | -------------------------------------------------------------------- | --------- | ------------------- | ----------------------------- |
|        | Malh des Bessons  | Les Bausen | serra        |         | 42° 49′ 35″ N, 0° 41′ 07″ E / 42.826456°N,0.685246°E 1691 msnm       |           | Malh des Bessons    | Modifica les dades a Wikidata |
|        | sèrra de Vacanera | Bausen     | serra        |         | 42° 50′ 31″ N, 0° 39′ 48″ E / 42.84191111°N,0.66321389°E 2194.3 msnm |           |                     | Modifica les dades a Wikidata |

## Misc
| imatge | Nom                         | Ubicat a                             | instància de                                                          | Detalls                                                       | coordenades                                                                                       | Protecció                                  | Commons (més fotos)           | Dades a WD                    |
| ------ | --------------------------- | ------------------------------------ | --------------------------------------------------------------------- | ------------------------------------------------------------- | ------------------------------------------------------------------------------------------------- | ------------------------------------------ | ----------------------------- | ----------------------------- |
|        | Arribèra deth Garona        | Les Canejan Bausen Naut Aran         | àrea protegida Pla d'Espais d'Interès Natural                         | 1992 Superfície: 213.07908ha                                  | 42° 49′ 52″ N, 0° 43′ 48″ E / 42.831°N,0.73°E                                                     |                                            | Arribèra deth Garona          | Modifica les dades a Wikidata |
|        | Casino de Pònt de Rei       | Bausen                               | edifici organització sense ànim de lucre                              | Estil: arquitectura popular                                   | 42° 50′ 49″ N, 0° 44′ 03″ E / 42.847°N,0.734227°E                                                 | bé integrant del patrimoni cultural català |                               | Modifica les dades a Wikidata |
|        | Cementeri civil de Teresa   | Bausen                               | cementiri civil                                                       | 1916-05-11 Superfície: 100m²                                  | 42° 50′ 05″ N, 0° 43′ 31″ E / 42.834738888888886°N,0.7253611111111111°E 845.6 msnm                | bé cultural d'interès local                | Cementerio de Teresa (Bausen) | Modifica les dades a Wikidata |
|        | Garona                      | Occitània Vall d'Aran Nova Aquitània | riu                                                                   | Desemboca: estuari de la Gironda Llarg: 647km Conca: 56000km² | 42° 37′ 04″ N, 0° 58′ 08″ E / 42.6178°N,0.9689°E 45° 02′ 19″ N, 0° 36′ 40″ O / 45.0386°N,0.6111°O |                                            | Garonne                       | Modifica les dades a Wikidata |
|        | Lauader de Bausen           | Bausen                               | safareig                                                              | Estil: arquitectura popular                                   |                                                                                                   | bé cultural d'interès local                |                               | Modifica les dades a Wikidata |
|        | Montanhes de Les e Bossòst  | Bausen Les Bossòst                   | espai d'interès natural àrea protegida Pla d'Espais d'Interès Natural | 1992 Superfície: 3010.51483ha                                 | 42° 49′ N, 0° 41′ E / 42.82°N,0.69°E                                                              |                                            | Montanhes de Les e Bossòst    | Modifica les dades a Wikidata |
|        | Pont de Pontaut             | Bausen                               | pont                                                                  |                                                               | 42° 50′ 07″ N, 0° 43′ 53″ E / 42.835393°N,0.731282°E ca:Pontaut. Ctra. N-230, km 185,5            | bé integrant del patrimoni cultural català | Pont de Pontaut               | Modifica les dades a Wikidata |
|        | Pont del Rei                | Bausen Hòs                           | pont internacional                                                    | Travessa: Garona                                              | 42° 50′ 53″ N, 0° 44′ 06″ E / 42.84805556°N,0.735°E 584 msnm                                      |                                            | Pont de Rei                   | Modifica les dades a Wikidata |
|        | casa consistorial de Bausen | Bausen                               | casa consistorial                                                     |                                                               | 42° 50′ 05″ N, 0° 42′ 57″ E / 42.83473341505546°N,0.7157709079678126°E                            |                                            |                               | Modifica les dades a Wikidata |